# IV. Zivilsenat des Bundesgerichtshofes
Der IV. Zivilsenat ist ein Spruchkörper des Bundesgerichtshofs. Es handelt sich um einen von 13 Senaten, die sich mit Zivilsachen befassen.
Er ist hauptsächlich für Erbrecht und Versicherungsvertragsrecht zuständig.

## Errichtung
Der IV. Zivilsenat besteht seit der Gründung des Bundesgerichtshofs am 1. Oktober 1950. Am 1. März 1968 wurde der Senat geteilt, indem Teilbereiche seiner Zuständigkeit vom neu gegründeten IX. Zivilsenat übernommen wurden. Vor allem die Zuständigkeit für die Entschädigung wegen staatlichen Unrechts in der Zeit des Nationalsozialismus ging auf den IX. Zivilsenat über. Beim IV. Zivilsenat verblieben unter anderem das Personen- und Namensrecht, sowie das Familien- und Versicherungsrecht.
Nach dem Ausscheiden von Walther Ascher als Vorsitzender übernahm der bisherige Beisitzer und nachmalige Vizepräsident des Bundesgerichtshofs, Fritz Hauß, den Vorsitz. Von den bisherigen Richtern des IV. Zivilsenats verblieb zunächst nur Kurt Johannsen im IV. Zivilsenat, sowie ab Dezember 1968 wieder Kurt Wüstenberg. Neu in diesen Senat traten Herbert Pfretzschner, Hans-Werner Reinhardt, Heinz Bukow und Friedrich Buchholz ein.
1980 wurde der Senat in den IVa. Senat und den IVb. Senat  geteilt. Trotz der Nummerierung waren diese Senate reguläre Spruchkörper und keine Hilfssenate. 1991 erhielt der IVa. Zivilsenat wieder die Bezeichnung IV. Zivilsenat und der IVb. Zivilsenat wurde zum neuen XII. Zivilsenat.

## Besetzung
Der Senat ist (Stand: April 2025) wie folgt besetzt:
- Vorsitzender: Christoph Karczewski
- Stellvertretende Vorsitzende: Marion Harsdorf-Gebhardt
- Beisitzer: Annette Brockmöller, Heike Bußmann, Gero Götz, Alfred Rust, Sascha Piontek

## Vorsitzende
| Nr. | Name (Lebensdaten)             | Beginn der Amtszeit | Ende der Amtszeit   |
| --- | ------------------------------ | ------------------- | ------------------- |
| 1   | Ernst Dürig (1888–1951)        | 30. Oktober 1950    | 8. Januar 1951      |
| 2   | Guido Schmidt (1890–1971)      | 22. Januar 1953     | 31. Januar 1958     |
| 3   | Walther Ascher (1900–1980)     | 15. Februar 1958    | 31. Dezember 1967   |
| 4   | Fritz Hauß (1908–2003)         | 27. Februar 1968    | 31. Oktober 1976    |
| 5   | Heinz Grell (1914–2008)        | 3. November 1976    | Februar/März 1980   |
| 6   | Dieter Hoegen (1927–2023)      | 11. März 1980 1     | 31. Dezember 1989 1 |
| 7   | Dietrich Bundschuh (1930–2022) | 1. Januar 1990      | 31. Januar 1995     |
| 8   | Karl-Bernhard Schmitz (* 1936) | 21. Februar 1995    | 31. März 2001       |
| 9   | Wilfried Terno (* 1946)        | 2. Mai 2001         | 31. Januar 2011     |
| 10  | Sibylle Kessal-Wulf (* 1958)   | 2. Februar 2011     | 18. Dezember 2011   |
| 11  | Barbara Mayen (* 1956)         | 12. April 2012      | 31. Mai 2022        |
| 12  | Christoph Karczewski (* 1961)  | 24. Oktober 2022    |                     |

## Zuständigkeit
Nach dem Geschäftsverteilungsplan des BGH (Stand 2018) ist der IV. Zivilsenat zuständig für:
1. die Rechtsstreitigkeiten über Erbrecht einschließlich von Erbschaftskäufen, soweit nicht der V. Zivilsenat zuständig ist;
2. die Rechtsstreitigkeiten über Versicherungsverhältnisse, soweit sie nicht dem VI. Zivilsenat (Nr. 5 c) zugewiesen sind;
3. die Entscheidungen des Bundesgerichtshofs gemäß § 23 Abs. 1, § 29 Abs. 1 EGGVG über die Rechtmäßigkeit der Anordnungen, Verfügungen oder sonstigen Maßnahmen, die von den Justizbehörden zur Regelung einzelner Angelegenheiten auf dem Gebiete des bürgerlichen Rechts einschließlich des Handelsrechts, des Zivilprozesses und der freiwilligen Gerichtsbarkeit getroffen sind;
4. Rechtsbeschwerden gemäß § 70 FamFG in
  1. Nachlass- und Teilungssachen, bei denen es nicht ausschließlich oder überwiegend um vom allgemeinen Recht abweichendes Recht der Erbfolge in landwirtschaftliche Grundstücke, um die Auseinandersetzung von Gesamtgut nach Beendigung der ehelichen, lebenspartnerschaftlichen oder fortgesetzten Gütergemeinschaft oder um darüber auszustellende Zeugnisse geht,
  2. Aufgebotssachen betreffend das Aufgebot von Nachlassgläubigern.